# Калеб Маклафлін
Калеб Маклафлін (англ. Caleb McLaughlin; нар. 13 жовтня 2001) — американський актор та співак. Свою кар'єру розпочав на сцені Бродвею в ролі юного Сімби в мюзиклі «Король Лев». Грав  Лукаса Сінклера в серіалі Netflix «Дивні дива». 2017 року зіграв Рікі Белла в мінісеріалі BET «Історія New Edition». До ролі в «Королі Леві» також з'являвся в опері «Загубитись серед зірок» в оперному театрі Ґлімерґласс у Куперставні (верхній Нью-Йорк).

## Фільмографія

### Фільми
| Рік  | Назва                        | Оригінальна назва               | Роль          | Коментар               |
| ---- | ---------------------------- | ------------------------------- | ------------- | ---------------------- |
| 2012 | Мрії Ноя про успіх в оригамі | Noah Dreams of Origami Fortunes | Ной           | Короткометражний фільм |
| 2019 | Птах високого польоту        | High Flying Bird                | Даріус        | Eepraiseius calibius   |
| 2020 | Реальні ковбої               | Concrete Cowboys                | Б/А           | Постпродукція          |
| 2023 | Падаючі зірки                | Shooting Stars                  | Дрю Джойс III | Постпродукція          |
| 2023 | Книга Кларенса               | The Book of Clarence            | Брудний Зік   | Постпродукція          |
| 2026 | Цап-забивайло                | Goat                            | Вілл Гарріс   |                        |

### Телебачення
| Рік          | Назва                               | Оригінальна назва                 | Роль                     | Коментар                               |
| ------------ | ----------------------------------- | --------------------------------- | ------------------------ | -------------------------------------- |
| 2013         | Закон і порядок: Спеціальний корпус | Law & Order: Special Victims Unit | Хлопчик                  | Епізод «Природжений психопат»          |
| 2013         | Незабутнє                           | Unforgettable                     | Старший брат             | Епізод «Нова сотня»                    |
| 2014         | Вічність                            | Forever                           | Алехандро                | Епізод «Боксерська перерва»            |
| 2015         | Що б ти зробив?                     | What Would You Do?                | Калеб                    | Епізод 2                               |
| 2016         | Відтінки блакитного                 | Shades of Blue                    | Джей-джей                | 3 епізоди                              |
| 2016—дотепер | Дивні дива                          | Stranger Things                   | Лукас Синклер            | Головна роль                           |
| 2016         | Блакитна кров                       | Blue Bloods                       | Тон Лейн                 | Епізод «Для спільноти»                 |
| 2017         | Історія New Edition                 | The New Edition Story             | Рікі Белл (у віці 10—15) | 3 епізоди                              |
| 2017         | Лип Синх Батл                       | Lip Sync Battle                   | себе самого              | Епізод «Акторський склад „Дивних див“» |
| 2018         | Крайній космос                      | Final Space                       | Юний Ґарі (голос)        | Епізод «Глава 4»                       |
| 2018         | Острів літнього табору              | Summer Camp Island                | Привид (голос)           | Епізод «Хлопчик-привид»                |
| 2021         | Ultra City Smiths                   | Ultra City Smiths                 | Тревор Джонсон           | 6 епізодів                             |
| 2022         | The Boys Presents: Diabolical       | The Boys Presents: Diabolical     | Мо-Сло (голос)           | 1 епізод                               |